# Délit pénal en France
Ne doit pas être confondu avec Délit civil ou Quasi-délit en droit civil français.
En droit pénal français, un délit est un degré de qualification d'infractions pénales qui est défini par la gravité de la peine prévue pour les réprimer et qui sont, sauf exception (l'amende forfaitaire délictuelle), jugées par un tribunal correctionnel. Le délit est une infraction d'une gravité intermédiaire entre la contravention et le crime. Le délit est, comme le crime et contrairement à la contravention, défini par la loi. Il obéit à des règles de procédure et à des peines principales particulières, les peines correctionnelles.

## Peines correctionnelles encourues
Un délit est le non-respect d'une règle d'une loi française, qui expose son auteur à une peine d'emprisonnement (il s'agit sinon d'une contravention), peine qui ne peut pas dépasser 10 ans (il s'agit sinon d'un crime). La peine de prison n'est pas obligatoirement prononcée, et un délit peut être sanctionné par une amende, une peine de stage, une peine de travail d'intérêt général,.
Selon l'article 131-3 du code pénal, les peines correctionnelles encourues par les personnes physiques sont :
1. L'emprisonnement ;
2. La détention à domicile sous surveillance électronique ;
3. L'amende ;
4. Le jour-amende ;
5. La peine de stage ;
6. Le travail d'intérêt général ;
7. Les peines privatives ou restrictives de droits prévues à l'article 131-6 du code pénal[4].
8. Les peines complémentaires prévues à l'article 131-10[5] ;
9. La sanction-réparation.

### Emprisonnement
Pour un délit, la peine principale encourue d’emprisonnement maximale est 10 ans. Dans l’ancien Code pénal, cette durée était 12 ans.
Tous les délits ne sont pas réprimés par une peine d'emprisonnement.

### Amende
L’amende encourue est au moins 3 750 euros, car autrement ce serait une amende contraventionnelle, et peut aller jusqu'à 7,5 millions d'euros.